# ジョナサン・フィリップス
ジョナサン・フィリップス（Jonathan Philips、1986年4月16日 - ）は南アフリカ共和国ケープタウン出身の野球選手。身長184cm。体重87kg。ポジションは三塁手・遊撃手・二塁手。右投右打。

## 来歴
2003年にはミルウォーキー・ブリュワーズのルーキーリーグ、2005年にはブンデスリーガのHeidenheim　Heidekopfeでプレーしていた。現在は国内リーグのベルビルでプレーしている。
2006年のWBCでは19歳の若さで南アフリカ代表に選出され、5番打者として期待されたが1安打に終わった。
2009年のWBCでも南アフリカ代表に選出された。3番・サードで起用されたが、2試合で1安打に終わった。